# Fussball Club Erzgebirge Aue 2022-2023
Questa voce raccoglie le informazioni riguardanti il Fussball Club Erzgebirge Aue nelle competizioni ufficiali della stagione 2022-2023.

## Stagione
Nella stagione 2022-2023 l'Erzgebirge Aue, allenato da Timo Rost, Carsten Müller e Pavel Dočev, concluse il campionato di 3. Liga al 14º posto. In Coppa di Germania l'Erzgebirge Aue fu eliminato al primo turno dal Magonza.

## Rosa
| N. |                        | Ruolo | Calciatore           |
| -- | ---------------------- | ----- | -------------------- |
| 1  | Germania (bandiera)    | P     | Martin Männel        |
| 2  | Germania (bandiera)    | D     | Tim Danhof           |
| 3  | Germania (bandiera)    | C     | Ulrich Taffertshofer |
| 5  | Germania (bandiera)    | D     | Korbinian Burger     |
| 6  | Germania (bandiera)    | D     | Alexander Sorge      |
| 7  | Croazia (bandiera)     | C     | Ivan Knežević        |
| 8  | Germania (bandiera)    | A     | Tom Baumgart         |
| 9  | Germania (bandiera)    | A     | Antonio Jonjic       |
| 10 | Azerbaigian (bandiera) | C     | Dimitri Nəzərov      |
| 12 | Germania (bandiera)    | D     | Franco Schädlich     |
| 13 | Germania (bandiera)    | D     | Erik Majetschak      |
| 14 | Ucraina (bandiera)     | A     | Borys Tashchy        |
| 16 | Germania (bandiera)    | C     | Finn Hetzsch         |
| 19 | Germania (bandiera)    | A     | Omar Sijarić         |

| N. |                     | Ruolo | Calciatore          |
| -- | ------------------- | ----- | ------------------- |
| 21 | Germania (bandiera) | C     | Marco Schikora      |
| 22 | Germania (bandiera) | A     | Paul-Philipp Besong |
| 23 | Germania (bandiera) | D     | Anthony Barylla     |
| 24 | Germania (bandiera) | D     | Steffen Nkansah     |
| 25 | Germania (bandiera) | P     | Philipp Klewin      |
| 26 | Germania (bandiera) | D     | Kilian Jakob        |
| 29 | Germania (bandiera) | D     | Linus Rosenlöcher   |
| 30 | Germania (bandiera) | C     | Maxi Thiel          |
| 31 | Germania (bandiera) | C     | Nico Gorzel         |
| 32 | Germania (bandiera) | A     | Elias Huth          |
| 33 | Germania (bandiera) | C     | Sam Schreck         |
| 34 | Germania (bandiera) | A     | Marvin Stefaniak    |
| 36 | Germania (bandiera) | P     | Lukas Sedlak        |
| 40 | Germania (bandiera) | P     | Paul Klaukien       |

## Organigramma societario
Area tecnica
- Allenatore: Pavel Dočev
- Allenatore in seconda: Philipp Eckart, Joti Stamatopoulos
- Preparatore dei portieri: Tomislav Piplica
- Preparatori atletici: Werner Schoupa

## Calciomercato

### Sessione estiva
| Acquisti | Acquisti             | Acquisti            | Acquisti |
| R.       | Nome                 | da                  | Modalità |
| -------- | -------------------- | ------------------- | -------- |
| C        | Maxi Thiel           | Wehen Wiesbaden     |          |
| A        | Paul-Philipp Besong  | Norimberga          |          |
| D        | Korbinian Burger     | Magdeburgo          |          |
| D        | Tim Danhof           | Bayreuth            |          |
| C        | Nico Gorzel          | Türkgücü            |          |
| D        | Felix Göttlicher     | Unterhaching        |          |
| A        | Elias Huth           | Hallescher          |          |
| A        | Lenn Jastremski      | Viktoria Colonia    |          |
| D        | Niklas Jeck          | Union Titus Pétange |          |
| C        | Ivan Knežević        | Bayreuth            |          |
| D        | Steffen Nkansah      | Zwickau             |          |
| D        | Linus Rosenlöcher    | Esbjerg             |          |
| C        | Marco Schikora       | Zwickau             |          |
| P        | Lukas Sedlak         | Carl Zeiss Jena     |          |
| D        | Alexander Sorge      | Türkgücü            |          |
| A        | Marvin Stefaniak     | Kickers Würzburg    |          |
| C        | Ulrich Taffertshofer | Osnabrück           |          |

| Cessioni | Cessioni            | Cessioni           | Cessioni |
| R.       | Nome                | a                  | Modalità |
| -------- | ------------------- | ------------------ | -------- |
| A        | Jann George         | Bayreuth           |          |
| D        | Jannis Lang         | Berliner AK 07     |          |
| D        | Ramzi Ferjani       | Wormatia Worms     |          |
| C        | Clemens Fandrich    | Rot-Weiss Essen    |          |
| D        | Felix Göttlicher    | Kickers Würzburg   |          |
| D        | Gaëtan Bussmann     | Nancy              |          |
| C        | Soufiane Messeguem  | Académico de Viseu |          |
| D        | Florian Ballas      | Karlsruhe          |          |
| D        | Malcolm Cacutalua   | Magdeburgo         |          |
| D        | Dirk Carlson        | ADO Den Haag       |          |
| P        | Tim Kips            | Rot-Weiß Coblenza  |          |
| A        | Prince Osei Owusu   | Jahn Ratisbona     |          |
| D        | Franco Schädlich    | Erzgebirge Aue U19 |          |
| C        | Sam Schreck         | Groningen          |          |
| C        | John-Patrick Strauß | Hansa Rostock      |          |
| A        | Ben Zolinski        | Kaiserslautern     |          |

### Sessione invernale
| Acquisti | Acquisti     | Acquisti  | Acquisti |
| R.       | Nome         | da        | Modalità |
| -------- | ------------ | --------- | -------- |
| D        | Kilian Jakob | Karlsruhe |          |

| Cessioni | Cessioni        | Cessioni       | Cessioni |
| R.       | Nome            | a              | Modalità |
| -------- | --------------- | -------------- | -------- |
| A        | Lenn Jastremski | Grazer AK      |          |
| D        | Niklas Jeck     | Wormatia Worms |          |

## Risultati

### 3. Liga

#### Girone di andata
| Arbitro: | Exner |

|                  |           |              |
| Sorge 50’ (aut.) | Marcatori | 3’ Stefaniak |

| Arbitro: | Haslberger |

|               |           |          |
| Stefaniak 16’ | Marcatori | 35’ Higl |

| Arbitro: | Welz |

|             |           |  |
| Winkler 86’ | Marcatori |  |

| Arbitro: | Kampka |

|           |           |                                                                    |
| Thiel 76’ | Marcatori | 6’ Goppel 38’ Taffertshofer 48’, 61’ Hollerbach 56’ (aut.) Nkansah |

| Saarbrücken 20 agosto 2022, ore 14:00 CEST 5ª giornata | Saarbrücken | 0 – 0 referto | Erzgebirge Aue | Ludwigsparkstadion (9 458 spett.)\| Arbitro: \| Braun \| |
| Arbitro:                                               | Braun       |               |                |                                                          |

| Arbitro: | Badstübner |

|  |           |            |
|  | Marcatori | 85’ Conteh |

| Arbitro: | Eckermann |

|                              |           |             |
| Bastians 23’ Ríos-Alonso 63’ | Marcatori | 55’ Schreck |

| Arbitro: | Aytekin |

|  |           |           |
|  | Marcatori | 15’ Gómez |

| Arbitro: | Alt |

|                           |           |              |
| Lakenmacher 10’, 77’, 84’ | Marcatori | 90’ Schikora |

| Arbitro: | Sather |

|                                      |           |  |
| Baumgart 31’ Nəzərov 45’ Nkansah 49’ | Marcatori |  |

| Arbitro: | Gansloweit |

|                          |           |                                        |
| Taffertshofer 41’ (aut.) | Marcatori | 15’ Baumgart 54’ Jastremski 90’ Danhof |

| Arbitro: | Hanslbauer |

|             |           |                   |
| Schreck 88’ | Marcatori | 3’ (aut.) Schreck |

| Arbitro: | Kessel |

|                              |           |                          |
| Corboz 9’ Akono 16’ Otto 70’ | Marcatori | 4’ Stefaniak 82’ Tashchy |

| Arbitro: | Greif |

|            |           |                   |
| Besong 60’ | Marcatori | 59’ Schnellbacher |

| Arbitro: | Erbst |

|                                                 |           |  |
| Becker 73’ Koronkiewicz 76’ (rig.) Lankford 90’ | Marcatori |  |

| Arbitro: | Speckner |

|  |           |                            |
|  | Marcatori | 27’ (aut.) Sorge 49’ Pusch |

| Arbitro: | Nouhoum |

|  |           |              |
|  | Marcatori | 46’ Schikora |

| Arbitro: | Hartmann |

|           |           |                               |
| Butler 8’ | Marcatori | 45’ Jonjic 67’ (rig.) Nəzərov |

| Arbitro: | Cortus |

|                                              |           |  |
| Jonjic 23’ Burger 38’ Besong 45’ Nəzərov 76’ | Marcatori |  |

#### Girone di ritorno
| Aue-Bad Schlema 28 gennaio 2023, ore 14:00 CET 20ª giornata | Erzgebirge Aue | 0 – 0 referto | Friburgo II | Erzgebirgsstadion (6 019 spett.)\| Arbitro: \| Benen \| |
| Arbitro:                                                    | Benen          |               |             |                                                         |

| Arbitro: | Lechner |

|                                    |           |                    |
| Engelhardt 9’ Kunze 57’ Heider 79’ | Marcatori | 21’ (rig.) Nəzərov |

| Arbitro: | Schultes |

|                        |           |                       |
| Sijarić 20’ Jonjic 40’ | Marcatori | 50’ (aut.) Majetschak |

| Arbitro: | Haslberger |

|              |           |                         |
| Carstens 74’ | Marcatori | 33’ Schikora 65’ Jonjic |

| Arbitro: | Stegemann |

|                        |           |             |
| Nəzərov 48’ Jonjic 80’ | Marcatori | 27’ Rizzuto |

| Arbitro: | Welz |

|                   |           |  |
| Arslan 39’ (rig.) | Marcatori |  |

| Arbitro: | Bauer |

|                                |           |             |
| Nəzərov 22’ (rig.), 30’ (rig.) | Marcatori | 66’ Eisfeld |

| Arbitro: | Heft |

|  |           |                         |
|  | Marcatori | 62’ Nəzərov 90’ Tashchy |

| Arbitro: | Oldhafer |

|            |           |                          |
| Besong 71’ | Marcatori | 16’, 59’ Lex 36’ Vrenezi |

| Arbitro: | Storks |

|                                  |           |                        |
| Kraulich 8’ Pepić 78’ Pourié 87’ | Marcatori | 5’ Schreck 65’ Sijarić |

| Arbitro: | Exner |

|                    |           |  |
| Nəzərov 80’ (rig.) | Marcatori |  |

| Arbitro: | Alt |

|                                                                     |           |                             |
| Zimmerschied 4’ Deniz 74’ Kreuzer 81’ (rig.) Gayret 90’ Steczyk 90’ | Marcatori | 6’ Majetschak 22’ Stefaniak |

| Arbitro: | Fuchs |

|                                |           |                           |
| Barylla 50’ Tashchy 82’ (rig.) | Marcatori | 20’, 46’ Sessa 71’ Probst |

| Arbitro: | Nouhoum |

|  |           |             |
|  | Marcatori | 74’ Sijarić |

| Arbitro: | Wildfeuer |

|                    |           |           |
| Nəzərov 82’ (rig.) | Marcatori | 4’ Handle |

| Arbitro: | Gansloweit |

|                               |           |  |
| Girth 23’ Kölle 62’ Pusch 65’ | Marcatori |  |

| Arbitro: | Nouhoum |

|                             |           |                                             |
| Besong 26’, 85’ Tashchy 62’ | Marcatori | 39’ Eberwein 47’ (aut.) Schreck 74’ Njinmah |

| Arbitro: | Eckermann |

|  |           |                           |
|  | Marcatori | 23’ Schmidt 24’, 31’ Bech |

| Arbitro: | Jürgensen |

|                                   |           |                                |
| Fenninger 49’, 50’ Zejnullahu 79’ | Marcatori | 39’ Stefaniak 84’, 90’ Tashchy |

### Coppa di Germania
| Arbitro: | Aytekin |

|  |           |                                             |
|  | Marcatori | 41’ Kohr 70’ Burgzorg 79’ (rig.) Ingvartsen |

## Statistiche

### Statistiche di squadra
| Competizione      | Punti | In casa | In casa | In casa | In casa | In casa | In casa | In trasferta | In trasferta | In trasferta | In trasferta | In trasferta | In trasferta | Totale | Totale | Totale | Totale | Totale | Totale | DR  |
| Competizione      | Punti | G       | V       | N       | P       | Gf      | Gs      | G            | V            | N            | P            | Gf           | Gs           | G      | V      | N      | P      | Gf     | Gs     | DR  |
| ----------------- | ----- | ------- | ------- | ------- | ------- | ------- | ------- | ------------ | ------------ | ------------ | ------------ | ------------ | ------------ | ------ | ------ | ------ | ------ | ------ | ------ | --- |
| 3. Liga           | 45    | 19      | 6       | 6       | 7       | 25      | 28      | 19           | 6            | 3            | 10           | 24           | 34           | 38     | 12     | 9      | 17     | 49     | 62     | -13 |
| Coppa di Germania | -     | 1       | 0       | 0       | 1       | 0       | 3       | 0            | 0            | 0            | 0            | 0            | 0            | 1      | 0      | 0      | 1      | 0      | 3      | -3  |
| Totale            | 45    | 20      | 6       | 6       | 8       | 25      | 31      | 19           | 6            | 3            | 10           | 24           | 34           | 39     | 12     | 9      | 18     | 49     | 65     | -16 |

### Andamento in campionato
| Giornata  | 1 | 2  | 3  | 4  | 5  | 6  | 7  | 8  | 9  | 10 | 11 | 12 | 13 | 14 | 15 | 16 | 17 | 18 | 19 | 20 | 21 | 22 | 23 | 24 | 25 | 26 | 27 | 28 | 29 | 30 | 31 | 32 | 33 | 34 | 35 | 36 | 37 | 38 |
| --------- | - | -- | -- | -- | -- | -- | -- | -- | -- | -- | -- | -- | -- | -- | -- | -- | -- | -- | -- | -- | -- | -- | -- | -- | -- | -- | -- | -- | -- | -- | -- | -- | -- | -- | -- | -- | -- | -- |
| Luogo     | T | C  | T  | C  | T  | C  | T  | C  | T  | C  | T  | C  | T  | C  | T  | C  | T  | T  | C  | C  | T  | C  | T  | C  | T  | C  | T  | C  | T  | C  | T  | C  | T  | C  | T  | C  | C  | T  |
| Risultato | N | N  | P  | P  | N  | P  | P  | P  | P  | V  | V  | N  | P  | N  | P  | P  | V  | V  | V  | N  | P  | V  | V  | V  | P  | V  | V  | P  | P  | V  | P  | P  | V  | N  | P  | N  | P  | N  |
| Posizione | 8 | 12 | 14 | 17 | 17 | 19 | 20 | 20 | 20 | 19 | 18 | 19 | 19 | 20 | 20 | 20 | 18 | 17 | 14 | 14 | 14 | 14 | 14 | 13 | 14 | 13 | 11 | 11 | 12 | 11 | 11 | 11 | 11 | 11 | 12 | 13 | 14 | 14 |

Legenda:

Luogo: C = Casa; T = Trasferta. Risultato: V = Vittoria; N = Pareggio; P = Sconfitta.

### Statistiche dei giocatori
| Giocatore        | 3. Liga  | 3. Liga | 3. Liga     | 3. Liga    | Coppa di Germania | Coppa di Germania | Coppa di Germania | Coppa di Germania | Totale   | Totale | Totale      | Totale     |
| Giocatore        | Presenze | Reti    | Ammonizioni | Espulsioni | Presenze          | Reti              | Ammonizioni       | Espulsioni        | Presenze | Reti   | Ammonizioni | Espulsioni |
| ---------------- | -------- | ------- | ----------- | ---------- | ----------------- | ----------------- | ----------------- | ----------------- | -------- | ------ | ----------- | ---------- |
| A. Barylla       | 21       | 1       | 0           | 0          | 0                 | 0                 | 0                 | 0                 | 21       | 1      | 0           | 0          |
| T. Baumgart      | 15       | 2       | 3           | 0          | 0                 | 0                 | 0                 | 0                 | 15       | 2      | 3           | 0          |
| P. Besong        | 31       | 5       | 5           | 0          | 1                 | 0                 | 0                 | 0                 | 32       | 5      | 5           | 0          |
| K. Burger        | 31       | 1       | 9           | 0          | 1                 | 0                 | 0                 | 0                 | 32       | 1      | 9           | 0          |
| T. Danhof        | 31       | 1       | 4           | 0          | 1                 | 0                 | 0                 | 0                 | 32       | 1      | 4           | 0          |
| R. Ferjani       | 0        | 0       | 0           | 0          | 0                 | 0                 | 0                 | 0                 | 0        | 0      | 0           | 0          |
| J. George        | 1        | 0       | 0           | 0          | 1                 | 0                 | 0                 | 0                 | 2        | 0      | 0           | 0          |
| N. Gorzel        | 22       | 0       | 2           | 0          | 0                 | 0                 | 0                 | 0                 | 22       | 0      | 2           | 0          |
| F. Göttlicher    | 0        | 0       | 0           | 0          | 0                 | 0                 | 0                 | 0                 | 0        | 0      | 0           | 0          |
| F. Hetzsch       | 0        | 0       | 0           | 0          | 0                 | 0                 | 0                 | 0                 | 0        | 0      | 0           | 0          |
| E. Huth          | 29       | 0       | 3           | 0          | 1                 | 0                 | 0                 | 0                 | 30       | 0      | 3           | 0          |
| K. Jakob         | 4        | 0       | 1           | 0          | 0                 | 0                 | 0                 | 0                 | 4        | 0      | 1           | 0          |
| L. Jastremski    | 15       | 1       | 1           | 0          | 1                 | 0                 | 0                 | 0                 | 16       | 1      | 1           | 0          |
| A. Jonjic        | 16       | 5       | 5           | 1          | 0                 | 0                 | 0                 | 0                 | 16       | 5      | 5           | 1          |
| P. Klaukien      | 0        | 0       | 0           | 0          | 0                 | 0                 | 0                 | 0                 | 0        | 0      | 0           | 0          |
| P. Klewin        | 11       | 0       | 2           | 0          | 1                 | 0                 | 0                 | 0                 | 12       | 0      | 2           | 0          |
| I. Knežević      | 16       | 0       | 3           | 0          | 1                 | 0                 | 0                 | 0                 | 17       | 0      | 3           | 0          |
| E. Majetschak    | 23       | 1       | 5           | 1          | 0                 | 0                 | 0                 | 0                 | 23       | 1      | 5           | 1          |
| M. Männel        | 28       | 0       | 2           | 0          | 0                 | 0                 | 0                 | 0                 | 28       | 0      | 2           | 0          |
| D. Nəzərov       | 31       | 10      | 9           | 0          | 1                 | 0                 | 1                 | 0                 | 32       | 10     | 10          | 0          |
| S. Nkansah       | 15       | 1       | 4           | 0          | 1                 | 0                 | 0                 | 0                 | 16       | 1      | 4           | 0          |
| L. Rosenlöcher   | 29       | 0       | 7           | 0          | 1                 | 0                 | 0                 | 0                 | 30       | 0      | 7           | 0          |
| M. Schikora      | 36       | 3       | 9           | 0          | 1                 | 0                 | 0                 | 0                 | 37       | 3      | 9           | 0          |
| S. Schreck       | 28       | 3       | 6           | 1          | 0                 | 0                 | 0                 | 0                 | 28       | 3      | 6           | 1          |
| F. Schädlich     | 1        | 0       | 0           | 0          | 0                 | 0                 | 0                 | 0                 | 1        | 0      | 0           | 0          |
| L. Sedlak        | 0        | 0       | 0           | 0          | 0                 | 0                 | 0                 | 0                 | 0        | 0      | 0           | 0          |
| O. Sijarić       | 25       | 3       | 2           | 0          | 0                 | 0                 | 0                 | 0                 | 25       | 3      | 2           | 0          |
| A. Sorge         | 26       | 0       | 0           | 0          | 1                 | 0                 | 1                 | 0                 | 27       | 0      | 1           | 0          |
| M. Stefaniak     | 28       | 5       | 6           | 0          | 1                 | 0                 | 0                 | 0                 | 29       | 5      | 6           | 0          |
| U. Taffertshofer | 19       | 0       | 3           | 0          | 1                 | 0                 | 0                 | 0                 | 20       | 0      | 3           | 0          |
| B. Tashchy       | 32       | 6       | 3           | 0          | 1                 | 0                 | 0                 | 0                 | 33       | 6      | 3           | 0          |
| M. Thiel         | 29       | 1       | 7           | 1          | 0                 | 0                 | 0                 | 0                 | 29       | 1      | 7           | 1          |